# Skövde
Skövde es una población sueca de más de 38 000 habitantes que pertenece al provincia de Västra Götaland. Está situada entre los dos lagos más grandes de Suecia, el Vänern y el Vättern. Cuenta con una de las fábricas más importantes de Volvo. Se encuentra a una hora de Gotemburgo y a dos horas de Estocolmo, en tren X 2000.

## Población
50.610 habitantes.
La población de Skövde se dedica en su mayoría a tres actividades, que son las principales de la ciudad. 
- Una gran parte de la población forma parte de la Universidad de Skövde. La universidad se encuentra a tan solo unos minutos andando de la estación de autobús y de tren. Entre la oferta de la universidad existen cursos de tan diversas materias como ciencias económicas, ingenierías, biología y enfermería. Existe la posibilidad de estudiar no solo en sueco sino también en inglés en un gran número de asignaturas. Para los estudiantes de la universidad existe una gran variedad de actividades, como clubs o la casa donde los estudiantes se reúnen, en el Studentkåren en el parque de Boulonger.

- Otra actividad de la ciudad es la generada por el ejército. En Skövde se sitúa uno de los campamentos militares más grandes de Suecia, por lo que no es difícil encontrar suecos que hayan hecho allí su servicio militar. En sus cuarteles se pueden encontrar no solo hombres, sino también mujeres entre sus filas. También da la posibilidad de estudiar en la universidad a la vez que realizan el servicio militar.

- La gran actividad de la ciudad se encuentra en las factorías que la marca Volvo tiene en la ciudad. Volvo Powertrain, encargada de la parte de camiones, tiene su principal producción de motores en la ciudad. Volvo Cars, también cuenta con su principal fábrica de motores. Existe la posibilidad de visitar la parte donde se ensamblan los motores, y finalmente se prueban para su posterior puesta en circulación.

## Celebridades
- Tim Sköld nació aquí.

## Geografía
- Altitud: 129 m s. n. m.

Se ubica en las coordenadas 58°24′N 13°51′E / 58.400, 13.850.